# آنگوناولا
آنگوناولا (به لاتین: Angunawela) یک منطقهٔ مسکونی در سری‌لانکا است که در استان مرکزی (سری‌لانکا) واقع شده‌است.